# Sonja Wehsely

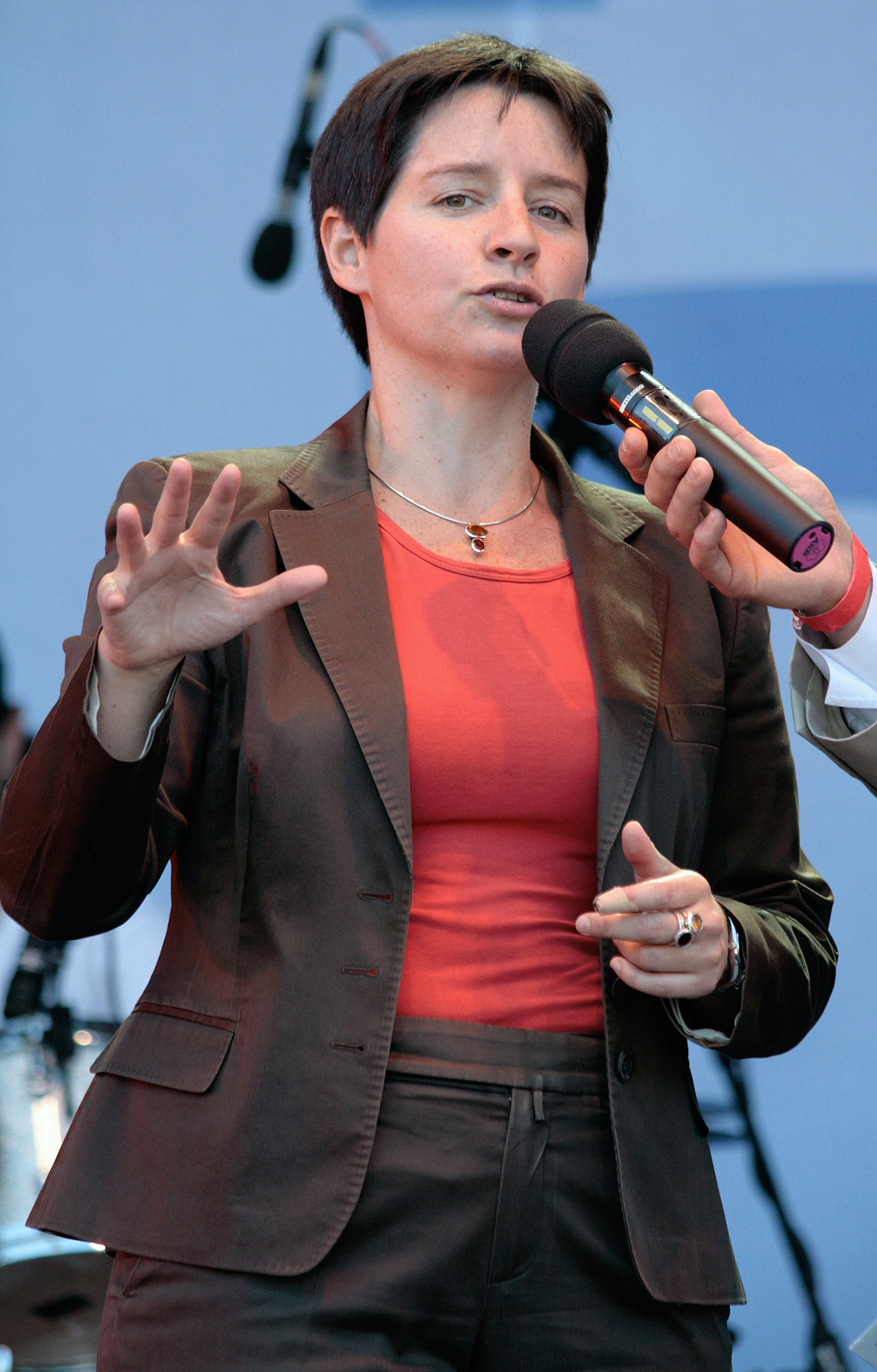
Sonja Wehsely (2009)

Sonja Wehsely (* 19. März 1970 in Wien) ist eine österreichische Managerin und ehemalige österreichische Politikerin (SPÖ). Ab 1996 war sie Abgeordnete zum Wiener Landtag und Gemeinderat, ab 2004 Stadträtin in Landesregierung und Stadtsenat Häupl III, Häupl IV, Häupl V und Häupl VI. Im Anschluss an ihre politischen Tätigkeiten wechselte sie 2017 in den Siemens-Konzern.

## Leben
Nach Abschluss des Bundesrealgymnasiums Vereinsgasse im 2. Bezirk im Jahre 1988 studierte sie Rechtswissenschaften an der Universität Wien und schloss dieses Studium 1995 mit dem akademischen Grad Magister ab.
Wie ihre Schwester Tanja Wehsely ist auch Sonja Wehsely seit ihrer Jugend politisch tätig. Von 1992 bis 1993 war sie Vorsitzende der Sozialistischen Jugend Wien. Im Alter von 26 Jahren wurde sie 1996 in der 16. Wahlperiode Abgeordnete zum Wiener Landtag und Gemeinderat.
Am 1. Juli 2004 wurde sie von Bürgermeister Michael Häupl zur Stadträtin für Integration, Frauenfragen, KonsumentInnenschutz und Personal berufen. Nach der Umbildung der Wiener Landesregierung am 25. Jänner 2007 übernahm Wehsely die Agenden für Gesundheit und Soziales von Renate Brauner. Am 26. Jänner 2017 trat sie zurück; als Grund wurde die Aussicht auf den damals in Vorbereitung befindlichen negativen Rechnungshof-Bericht zum Krankenhaus Nord genannt. Es folgte ihr die bisherige Bildungsstadträtin Sandra Frauenberger als Gesundheitsstadträtin nach.
Am 1. April 2017 wechselte sie als Managerin zu Siemens Healthineers. Aufgrund der vielfältigen Geschäftsbeziehungen dieses Unternehmens mit der Stadt Wien, das auch beim Krankenhaus Nord engagiert sein soll, sorgte dieser Wechsel für heftige Kritik. 2020 wechselte die Siemens Healthineers Managerin als Senior Vice President Siemens Healthineers und Head of Central Eastern Europe & Central Asia an den Standort Wien, an dem sie auch in der Geschäftsführung der Siemens Healthcare Diagnostics GmbH sitzt.
Wehsely ist die Lebensgefährtin des SPÖ-Politikers Andreas Schieder, mit dem sie einen Sohn hat.

## Auszeichnungen
- 2023: Großes Goldenes Ehrenzeichen für Verdienste um das Land Wien[13]